# Sárgaszakállú maki
A sárgaszakállú maki más néven galléros maki (Eulemur collaris) az emlősök (Mammalia) osztályába, a főemlősök (Primates) rendjébe és a makifélék (Lemuridae) családjába tartozó faj.

## Előfordulása
Madagaszkár délkeleti részének esőerdeiben található meg.

## Megjelenése
Fejtesthossza 39–40 cm, a farokhossza 50–55 cm, hossza 89–95 cm, testtömege 2.25-2.5 kg. A hím szőrzete szürkésbarna, a farok sötétszürke, a farok gerincén van egy csík, a hasa világosszürke, a pofija krémes vörösesbarna. A nőstény szőrzete vöröses, a farka ugyanolyan színű, mint a szőrzetének többi része, a pofija vörösesbarna, de nem olyan feltűnő, mint a hímnek. Az állat pofija hosszúkás. Névadó jellemzője a fehér pofija és sűrű szőrszálai.

## Életmódja
A sárgaszakállú maki éjjel, nappal aktív. 14 egyedből álló csoportokban él, amiket egy nőstény vezet. Tápláléka gyümölcsök.

## Természetvédelmi állapota
Az élőhelyének elvesztése és a vadászata fenyegeti. Az IUCN vörös listáján a sebezhető lévő kategóriában szerepel.
Hazánkban csak a Nyíregyházi Állatparkban a majomerdőben vannak sárgaszakállú makik.

## Fordítás
- Ez a szócikk részben vagy egészben  a   Collared brown lemur című angol Wikipédia-szócikk fordításán alapul.  Az eredeti cikk szerkesztőit annak laptörténete sorolja fel. Ez a jelzés csupán a megfogalmazás eredetét és a szerzői jogokat jelzi, nem szolgál a cikkben szereplő információk forrásmegjelöléseként.